# Míssil aire-aire

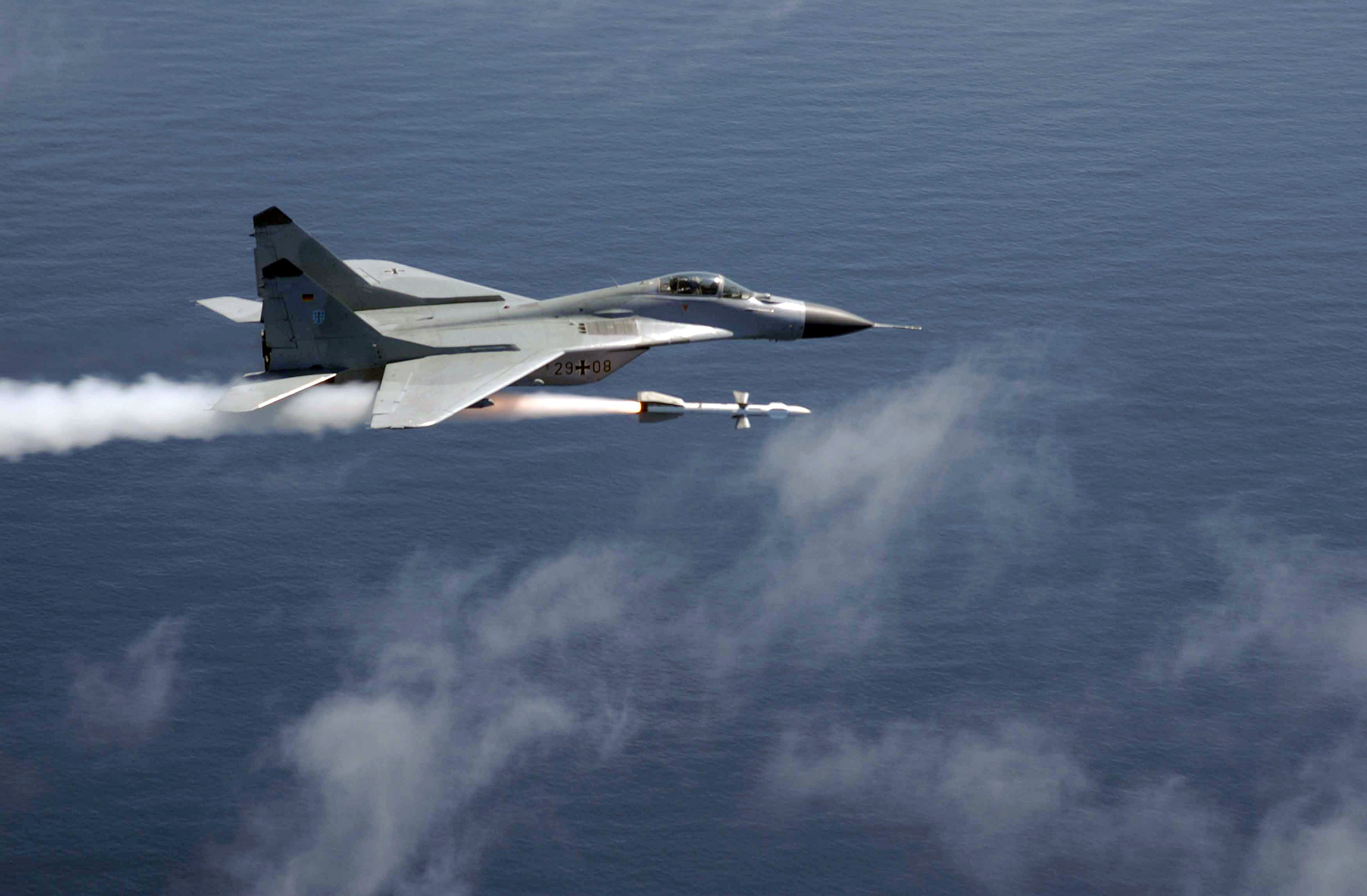
Un caça polivalent MiG-29 Fulcrum disparant un míssil aire-aire R-27.

Un míssil aire-aire és un míssil dissenyat per a ser llançat des d'una aeronau militar per tal de destruir altres aeronaus. Són coneguts habitualment per l'acrònim de l'anglès AAM (Air-to-Air Missile) i constitueixen l'armament antiaeri principal dels avions de combat moderns.

## Història

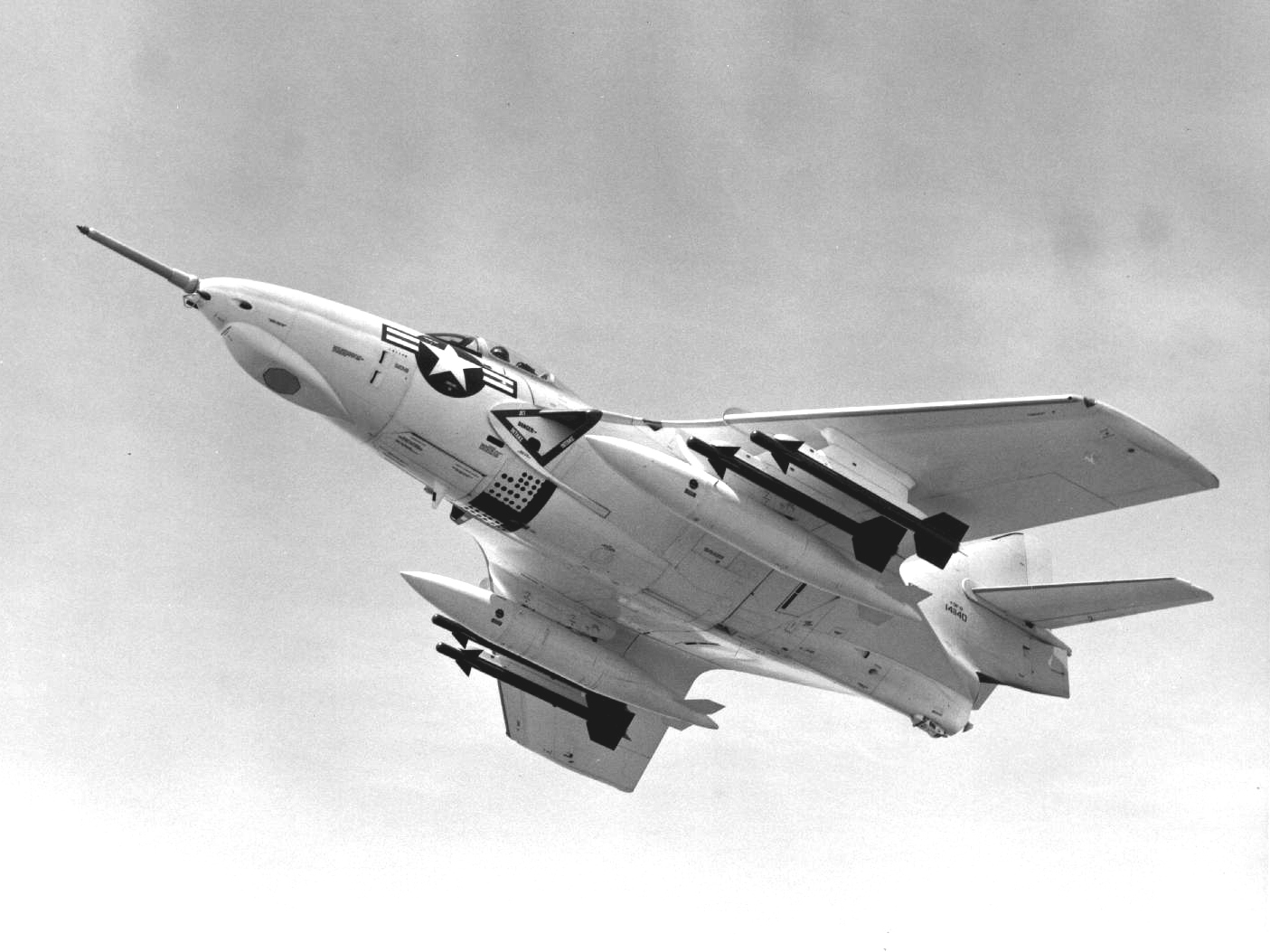
F8F-8 Cougar de la Marina dels Estats Units equipat amb míssil aire-aire AIM-9B Sidwinder l'any 1958.

El primer míssil aire-aire va ser el Ruhrstahl X-4 dissenyat entre 1943 i 1945 a l'Alemanya nazi amb l'objectiu de destruir els bombarders aliats des d'una distància superior a la de les metralladores de defensa. Es tractava d'un míssil senzill, amb estructura molt semblant a la dels coets però que comptava amb dos cables que l'unien a l'avió llançador i que permetien el pilot guiar-lo fins a l'objectiu mitjançant una palanca que corregia l'orientació del míssil. Tot i que es va començar la producció el final de la Segona Guerra Mundial va evitar que entressin en servei.
El desenvolupament del míssils aire-aire moderns el va marcar el míssil estatunidenc AIM-9 Sidewinder el qual va ser disparat per primer cop el 3 de setembre de 1952, i el 1955 ja formava part de l'equipació dels avions de caça dels Estats Units.

## Descripció general

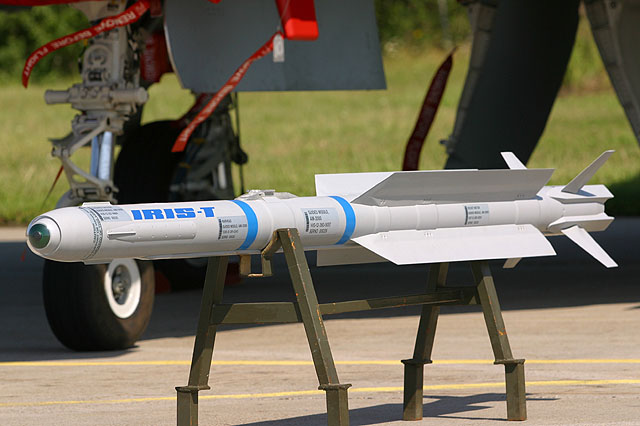
Primer pla del modern míssil aire-aire de curt abast IRIS-T.

Com la majoria dels coets solen tenir una forma cilíndrica i allargada, amb aletes estabilitzadores i de guiatge. A l'extrem anterior se solen situar els sensors per al guiatge i detonació, seguits per la càrrega explosiva i a la posterior el motor coet. Com que el seu objectiu és destruir aeronaus militars també compten amb una gran agilitat i velocitat (superior a la velocitat del so). Per aconseguir impactar en l'objectiu solen comptar amb sistemes de guiatge complexos, els més habituals són infrarojos i mitjançant radar.

## Classificació

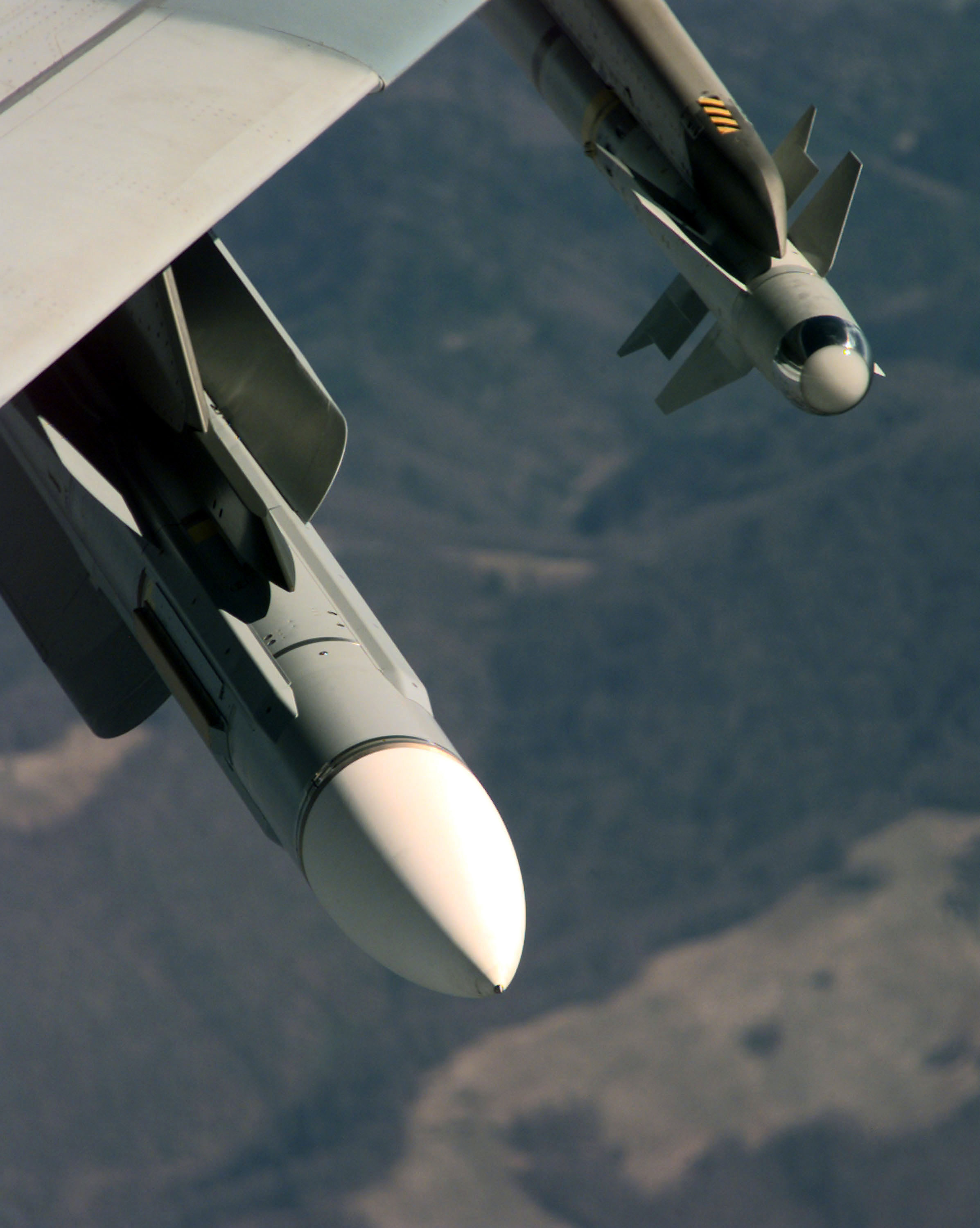
Míssils aire-aire francesos Super 540 (de llarg abast amb guiatge per radar) i R550 Magic (de curt abast i guiatge per infrarojos) a l'ala d'un Mirage 2000.

En general se'n distingeixen dues categories:
- Míssils aire-aire de curt abast (dins l'abast visual)
- Míssils aire-aire de llarg abast (més enllà de l'abast visual)

## Exemples
- AIM-9 Sidewinder
- AIM-7 Sparrow
- AIM-120 AMRAAM
- Vímpel R-60
- Vímpel R-73
- IRIS-T